# Кауффман, Джордж
Джордж Бернард Кауффман (англ. George Bernard Kauffman; 4 сентября 1930 — 2 мая 2020) — американский химик, специалист в области неорганической химии и химии комплексных соединений, историк химии.

## Биография
Кауффман родился в Филадельфии, в семье Лауры (Фишер) и Джозефа Филиппа Кауффманов. 
Кауффман выиграл конкурс Science Talent Search в 1948 году, получил степень бакалавра в 1951 году в Пенсильванском университете и доктора философии в 1956 году в Университете Флориды. В 1955 году работал в  Ок-Риджской национальной лаборатории и химиком-исследователем в компании Humble Oil and Refining Company. В 1955/56 году он был преподавателем в Техасском университете. Кауффман с 1956 года доцент, а с 1966 года - профессор химии в Калифорнийском государственном университете во Фресно. 
Он автор многочисленных (более 2000) очерков, обзоров и энциклопедийных статей по химии, урокам химии и истории науки, а также 17 книг, в частности, по Альфреду Вернеру и истории химии комплексных соединений. 
В 1978 году Джордж Б. Кауффман получил премию Декстера за выдающиеся достижения по истории химии Американского химического общества. Был членом общества Гуггенхайма. В 1993 году он получил премию Джорджа К. Пиментеля в области химического образования, а в 1992 году - медаль Марка Августа Пикте Общества физики и естествознания в Женеве. В 1984 году он получил Премию за выдающиеся заслуги перед Калифорнийским государственным университетом, а в 2002 году премию Хелен М. Фри за работу с общественностью от ACS. Он был членом Американской ассоциации развития науки.
Он был редактором Journal of Chemical Education, Chemical Heritage, Today's Chemists at Work, Polyhedron (в котором публиковал исторические очерки с 1982 по 1985 годы), Hexagon, Today's Chemist, Industrial Chemist, Chem 13 News, Chemical Educator и Chemical Intelligencer. В 1969/70 он был председателем исторического отдела Американского химического общества, где председательствовал на симпозиумах и программных комитетах (в том числе с 1975 по 1981 годы на курсах ACS по истории химии). 
Кауффман также имел хорошие связи с Советским Союзом. В 1969 году он был приглашён Академией наук СССР в качестве автора двух статей для мемориального тома об открытии Д. И. Менделеевым Периодического закона и получил несколько наград Института общей и неорганической химии имени Н. С. Курнакова.
Кауффман был знаком с основателем химии комплексных соединений Альфредом Вернером и консультировал Августа Стриндберга в области химии.
Был женат на Лори Папазян с 1969 года. У них четыре дочери и один сын.
Кауффман умер 2 мая 2020 года в своём доме во Фресно, штат Калифорния, в возрасте 89 лет.